# КК Леотар
Кошаркашки клуб Леотар је мушки професионални кошаркашки клуб са сједиштем у Требињу, Република Српска, Босна и Херцеговина. Тренутно се такмиче на првенству Босне и Херцеговине.

## Историја
Клуб је основан 1948. године као ДТВ Партизан, а преименован је у КК Леотар 1974. године по планини која се налази сјеверно од Требиња.
Клуб је освојио Прву лигу Републике Српске у сезони 2018-19. Квалификовали су се у Прву лигу Босне и Херцеговине у кошарци за сезону 2019-20.

## Спонзорства
Клуб је годинама имао неколико деноминација због свог спонзорства:
- SL IAT Леотар (2008–2011)
- SL Takovo Леотар (2011–2012)
- Swisslion Леотар (2015–2017)

## Дворана
Леотар своје домаће утакмице игра у спортској дворани Милош Мрдић. Сала се налази у насељу Брегови у Требињу. Има капацитет за сједење од 4.000 мјеста.

## Главни тренери
- Раде Алексић
- Александар Глишић (2006–2007)
- Петар Родић (2007)
- Мирослав попов (2007–2008)
- Радомир Кисић (2008–2012)
- Марко Ичелић (2013–2014)
- Драгољуб Видачић (2014–2016)
- Дражен Шегрт (2018–2019)
- Миро Вукоје (2019–данас)